# Karl Person
Karl Person (* 12. Mai 1887 in Ringsheim; † 8. Juli 1956 in Freiburg im Breisgau) war ein badischer Politiker (Zentrum, BCSV) und Präsident des Badischen Landtags.

## Leben
Karl Person wurde am 12. Mai 1887 als Sohn eines Ölers in Ringsheim (Baden) geboren und besuchte das Realgymnasium in Ettenheim. Von 1906 bis 1911 studierte Karl Person Mathematik und Naturwissenschaften in Freiburg im Breisgau und dann in Heidelberg, wo er 1911 mit einer mathematischen Dissertation zum Dr. phil. nat. promovierte. Gleich zu Anfang seines Studiums im Jahre 1906 wurde er Mitglied im wissenschaftlichen katholischen Studentenverein Unitas-Rheno-Danubia Freiburg. Nach seinem Studium war er als Gymnasiallehrer tätig (jeweils als Lehramtspraktikant, 1911 am Gymnasium in Bruchsal und am Gymnasium in Mannheim, 1912 am Heidelberg College und am Gymnasium Heidelberg, 1912–1914 am Gymnasium in Donaueschingen) und nahm als Bataillonsadjutant am Ersten Weltkrieg teil.
1919 lehrte er einige Monate am Lehrerseminar in Freiburg, dann als Mathematiklehrer am Realgymnasium Freiburg. 1929 wurde Person in den Landtag der Republik Baden gewählt, dem er bis zur Auflösung 1933 angehörte. Er war stellvertretender Vorsitzender der Zentrumsfraktion und wurde von Papst Pius XI. für seine Verdienste beim Zustandekommen des Konkordats zwischen dem Heiligen Stuhl und Baden zum Ritter des päpstlichen Gregoriusordens ernannt.
1934 wurde er aus politischen Gründen nach Karlsruhe versetzt. Im Zweiten Weltkrieg war er unter anderem im Oberkommando der Wehrmacht bei Admiral Wilhelm Canaris tätig. Von 1946 bis 1952 übernahm er die Leitung des Kepler-Gymnasiums in Freiburg, gleichzeitig gehörte er zu den Mitbegründern der Badischen Christlich-Sozialen Volkspartei (BCSV), der Vorgängerorganisation der CDU in Südbaden. Er wurde Kreisabgeordneter und 1946 in die Beratende Landesversammlung des Landes Baden gewählt. Im Jahr 1947 wurde er Abgeordneter des Badischen Landtags und bis 1951 dessen Präsident. Am 23. Mai 1949 unterschrieb er in dieser Funktion das Grundgesetz der Bundesrepublik Deutschland mit. 1952 nahm er seinen Abschied von der Politik, Anfang 1953 wurde er in den Ruhestand versetzt. Am 8. Juli 1956 starb Karl Person in Freiburg.
Person war seit 1913 mit Lina Nico aus Bremerhaven verheiratet und hatte fünf Kinder, darunter der spätere Landtagsabgeordnete, Freiburger Regierungspräsident und Präsident des Schwarzwaldvereins, Hermann Person.

## Ehrungen
- 1952: Großes Bundesverdienstkreuz
- Die Grund- und Hauptschule seines Heimatortes Ringsheim wurde nach Karl Person benannt.